# Liga de Defensa Judía

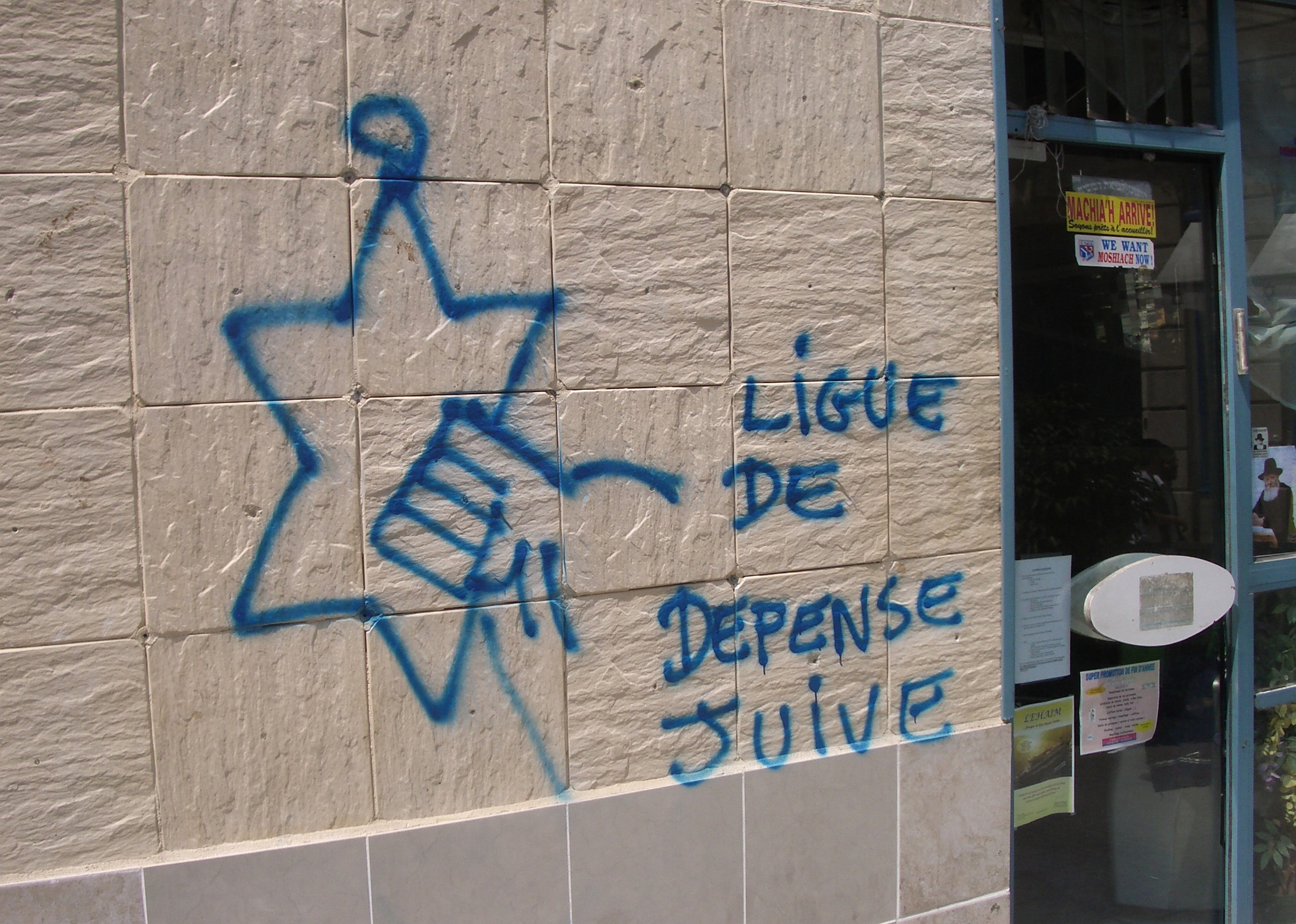
Pintada del símbolo de la JDL en el barrio parisino de Marais.

La Liga de Defensa Judía (en inglés: Jewish Defense League, abreviado JDL) es una organización político-religiosa judía de extrema derecha cuyo objetivo es «proteger» a los judíos del antisemitismo. Fue fundada por el rabino estadounidense-israelí Meir Kahane en Nueva York en 1968.
La Liga de Defensa Judía, implicada en varios atentados terroristas a lo largo de su existencia, dio nacimiento al partido Kach en Israel, que a su vez acabaría siendo ilegalizado en Israel y varios otros países.

## Historia
Cuando se fundó, cientos de ortodoxos de Brooklyn se adhirieron inmediatamente a la organización y en 1972, la organización tenía más de 15.000 miembros. En su origen, la Liga de Defensa Judía fue creada como grupo militante de protección y autodefensa de los judíos ortodoxos objeto de ataques de diversas bandas de la calle y para protestar contra las manifestaciones locales antisemitas.[cita requerida]
El grupo empezó a cometer atentados con bombas contra propiedades árabes y soviéticas en los Estados Unidos y a señalar a varios supuestos «enemigos del pueblo judío», desde activistas políticos árabe-estadounidenses hasta neonazis, para su asesinato. Varios miembros de la Liga de Defensa Judía han sido vinculados a atentados violentos, y en ocasiones mortíferos, tanto en Estados Unidos como en otros países, como el asesinato del director regional del Comité Antidiscriminación Estadounidense-Árabe Alex Odeh en 1985, la masacre de la Tumba de los Patriarcas en 1994 y un complot para asesinar al congresista Darrell Issa en 2001. Asimismo, varios miembros y líderes de la Liga de Defensa Judía han muerto violentamente, incluido el propio Kahane, asesinado por un pistolero árabe-estadounidense.
En la actualidad, la Liga de Defensa Judía cuenta con capítulos en varios países del mundo, como Canadá, Francia y Alemania.

## Clasificación
El FBI la clasifica como una «organización extremista de derechas» que ha estado involucrada en actos terroristas dentro de Estados Unidos. El National Memorial Institute for the Prevention of Terrorism, organización hasta 2014 respaldada y financiada por el Departamento de Seguridad Nacional de Estados Unidos la catalogó como una «ex organización terrorista», mientras que la organización judía Liga Antidifamación dijo de la JDL que se compone solo de «matones y vándalos». El Southern Poverty Law Center lo considera como un grupo de odio.
La Liga de Defensa Judía afirma desde su sitio web «condenar inequívocamente el terrorismo» y dice tener «una estricta política de no tolerancia contra el terrorismo y otros actos delictivos».

## Dirigentes
- 1968-71 - Rabbi Meir Kahane
- 1971-73 - David Fisch
- 1974-76 - Russel Kelner
- 1976-78 - Bonnie Pechter
- 1979-81 - Brett Becker
- 1981-83 - Meir Jolovitz
- 1983-84 - Fern Sidman
- 1985-2002 - Irv Rubin
- 2002-actual - Shelley Rubin